# Каменная Балка (Чертковский район)
Ка́менная Ба́лка — хутор в Чертковском районе Ростовской области.
Входит в состав Михайлово-Александровского сельского поселения.

## Население
| 2010 |
| ---- |
| 0    |

## Улицы
На хуторе имеется одна улица — Каменная Балка.